# Panicum brachystachyum
Panicum brachystachyum är en gräsart som beskrevs av Carl Bernhard von Trinius. Panicum brachystachyum ingår i släktet vipphirser, och familjen gräs. Inga underarter finns listade i Catalogue of Life.